# Haram (Norwegen)
Haram ist eine Kommune im norwegischen Fylke Møre og Romsdal. Das Verwaltungszentrum der Kommune ist Brattvåg. Weitere größere Orte sind Austnes, Vatne und Søvik. Im Zuge der Kommunalreform in Norwegen wurden Haram, Sandøy, Skodje und Ørskog zum 1. Januar 2020 mit Ålesund, der größten Stadt von Møre og Romsdal, zusammengelegt. Im Juni 2022 genehmigte das norwegische Parlament die Wiederaufspaltung in Haram und Ålesund zum 1. Januar 2024.

## Geographie
Haram liegt nördlich von Ålesund und südlich von Molde, dem Verwaltungssitz des Fylke.
Benachbarte Kommunen sind Ålesund, Vestnes, Molde und Giske.

## Wirtschaft und Verkehr
Die Hauptstadt Brattvåg ist ein wichtiges Industriezentrum. Hier stehen Fabriken von Rolls-Royce und dem Schiffbauunternehmen Aker Yards. Rolls Royce Deck Machinery Brattvåg ist der weltgrößte Hersteller von Seilwinden.
Wichtigste Verkehrsverbindung ist die Reichsstraße 659, außerdem gibt es Fähren zu den umliegenden Inseln.
Das Fjørtoft-Boot (norwegisch Fjørtoftbåten) wurde 1940 aus einem Moor auf der Insel Fjørtofta geborgen.

## Sehenswürdigkeiten
- Auf der Insel Haramsøy gibt es eine achteckige Holzkirche aus dem 19. Jahrhundert. Die Einrichtung stammt teilweise aus einer alten Stabkirche.
- Vatne Kirke ist eine Langkirche aus dem 19. Jahrhundert.
- Hamnsundhelleren ist eine Höhle, in der Werkzeuge aus der Steinzeit gefunden wurden.
- Der 1874 erbaute Leuchtturm von Ulla auf Haramsøy steht seit 1999 unter Denkmalschutz.
- Ulla Nausta auf Haramsøy ist eine Gruppe von Bootshäusern, deren ältestes aus dem 17. Jahrhundert stammt.

## Bekannte Personen aus Haram
- Per Oddvar Hildre (* 1950), Dirigent
- Olav Fykse Tveit (* 1960), Theologe, Pfarrer und Generalsekretär des Ökumenischen Rates der Kirchen (ÖRK)
- Arnfinn Andreas Haram (* 1948), Dominikanerpater und Autor